# Estación Haedo
Mariano J. Haedo (conocida simplemente como Haedo) es una estación ferroviaria ubicada en la ciudad del mismo nombre, partido de Morón, Gran Buenos Aires, Argentina.

## Servicios
Forma parte del Ferrocarril Domingo Faustino Sarmiento en tres de sus ramales, del Ferrocarril General Roca en uno de los ramales y del Ferrocarril General San Martín en uno de los ramales.
Es un centro de transferencia intermedio del servicio eléctrico metropolitano de la Línea Sarmiento que se presta entre las estaciones Once de Septiembre y Moreno
En tanto, es la estación terminal del ramal que presta servicios entre Haedo y Estación Temperley, correspondiente a la Línea General Roca.
Desde el 5 de agosto de 2022 se rehabilitó el servicio a Bragado y Pehuajó, siendo la estación Haedo parada intermedia.

## Ubicación
La estación se ubica en el centro de la Ciudad de Haedo, en el Partido de Morón. Se extiende sobre el FF.CC. Sarmiento, entre el fin de las calles Marcos Sastre y Av. Rivadavia (lado Sur); y Héroes de Malvinas Argentinas y Caseros (lado Norte).

## Historia
El nombre homenajea a Mariano Francisco Haedo, fallecido en marzo de 1886, que fuera presidente de la Comisión Directiva del Ferrocarril Oeste, pero en el primer horario publicado se generó un error tipográfico que se repetiría por más de un siglo que decía Mariano J. Haedo, y desde ese entonces se llama así la estación.

### Inauguración
En 1886 el Ferrocarril Oeste inicia la construcción de un ramal hacia la La Plata, fundada pocos años antes.
El origen de este ramal se produjo en el marco de una crisis política que enfrentó a los gobiernos nacional y provincial por la federalización de la ciudad de Buenos Aires, hasta entonces capital provincial.
Tras la asunción de Julio Argentino Roca en octubre de 1880, el gobernador Carlos Tejedor se levantó en armas. Se produjeron combates en Barracas, Corrales y Puente Alsina. Tras la renuncia de Tejedor, asumió la gobernación Dardo Rocha, quien decidió trasladar la capital a La Plata, fundada el 19 de noviembre de 1882.
Para conectar la nueva capital con el oeste de la provincia, Rocha proyectó una vía que no pasara por Buenos Aires. Así nació el ramal a La Plata.
Años más tarde, se abren los talleres ferroviarios, que comenzaron como pequeños galpones de locomotoras.
Recién en 1920 se electrifica el servicio urbano y se construye la actual estación (200 metros hacia el este) remodelada con andenes adecuados a los nuevos coches.
En 1926 se abre el ramal Haedo-Caseros producto de la clausura del ramal Caballito-Chacarita.

### Destrucción de la estación
El 1 de noviembre de 2005, se produjeron serios incidentes en la estación, que dejaron un saldo de 15 coches incendiados, 87 detenidos y 21 heridos, además de varios comercios saqueados. La situación explotó cuando una formación que había partido de Moreno a las 7 de la mañana rumbo a Once se detuvo en Haedo por problemas técnicos y el servicio fue cancelado. La reacción airada de los pasajeros fue aprovechada por grupos violentos para cometer desmanes y dejar la estación en ruinas. Muchas pinturas y óleos de la añeja estación se incendiaron ese día. Tiempo más tarde los vecinos de Haedo volvieron a reclamar la reconstrucción de la estación de tren, lo que ocurrió un año después.

## Galería fotográfica

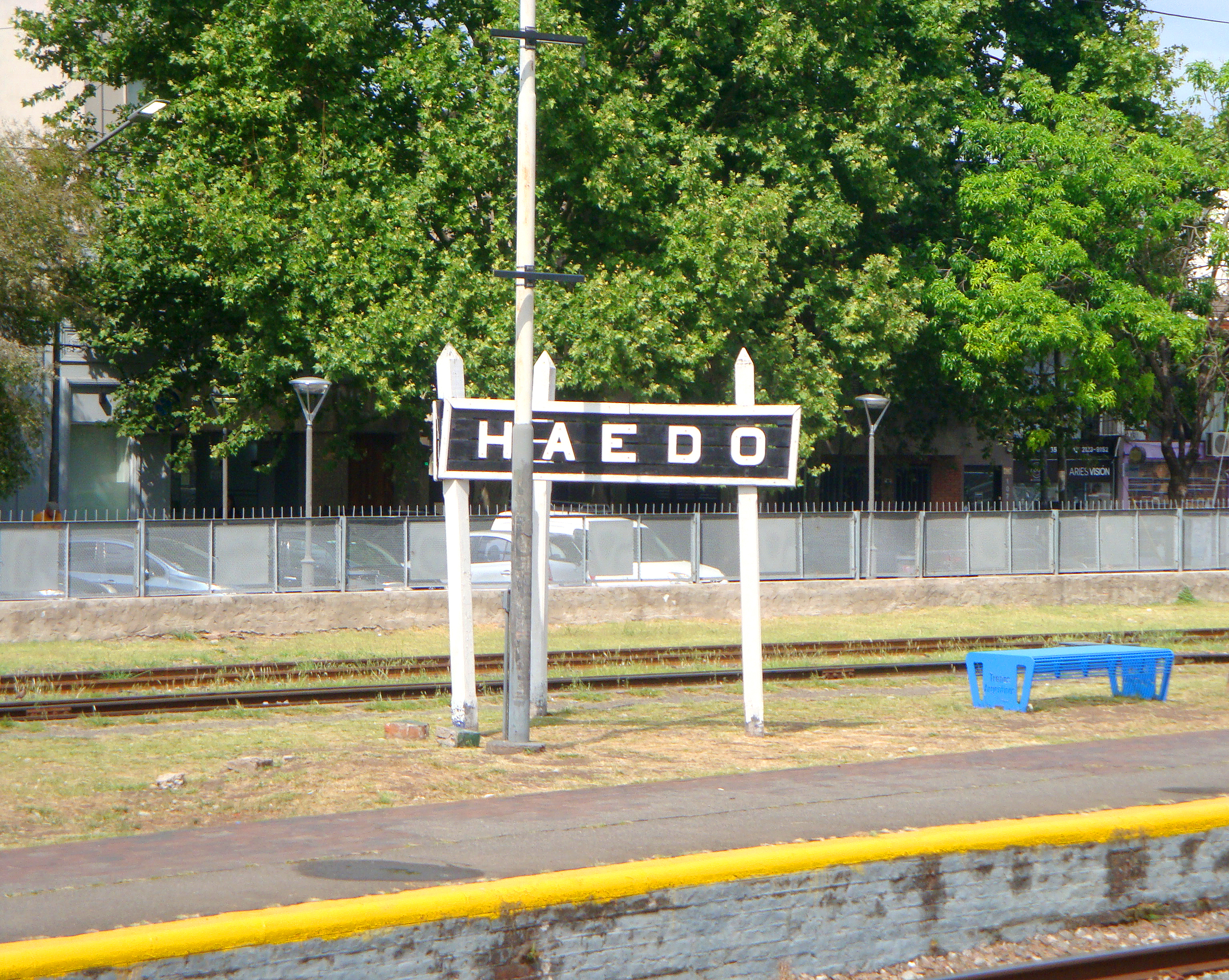
Cartel de identificación principal
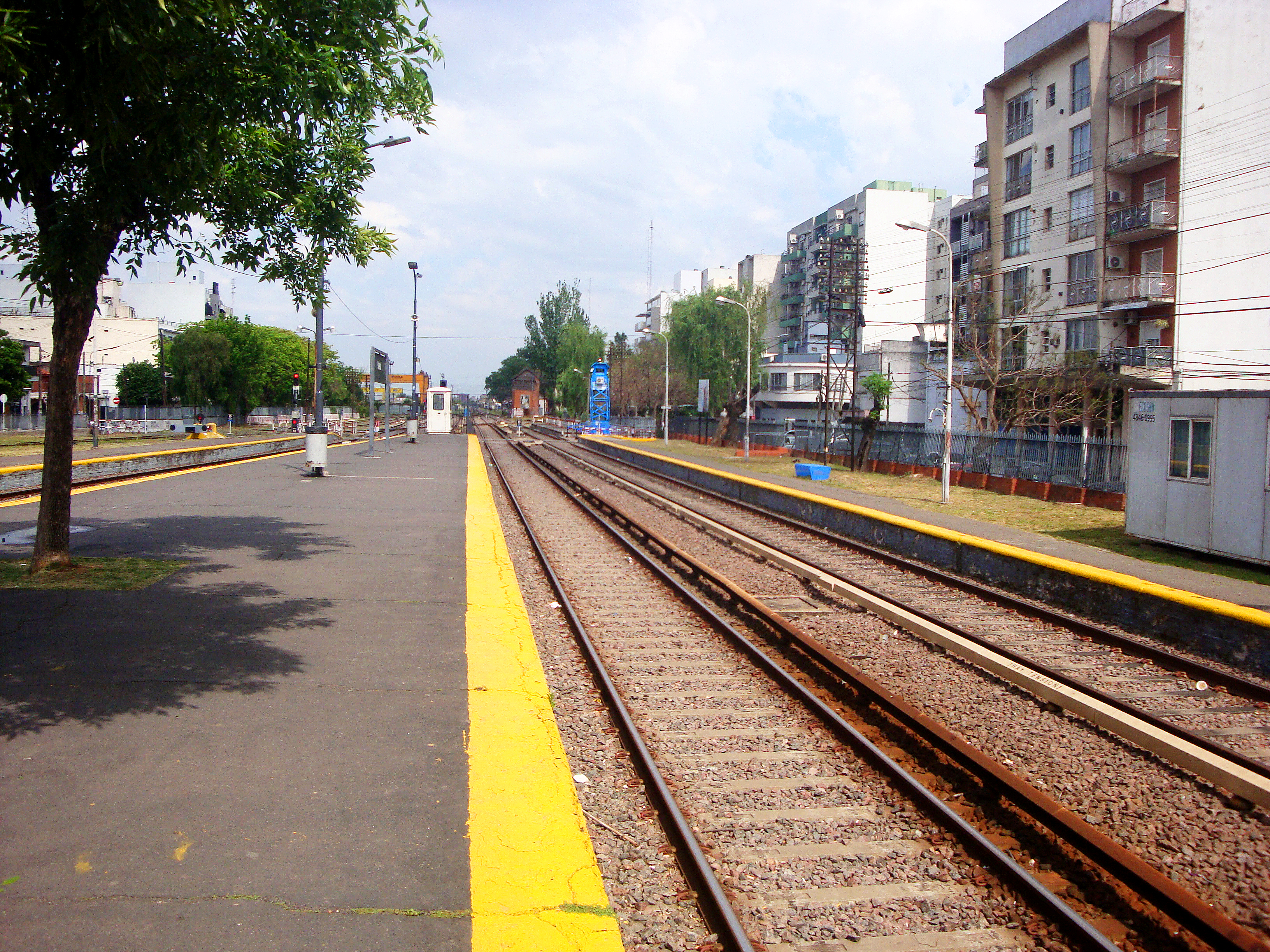
Andén central en dirección Once
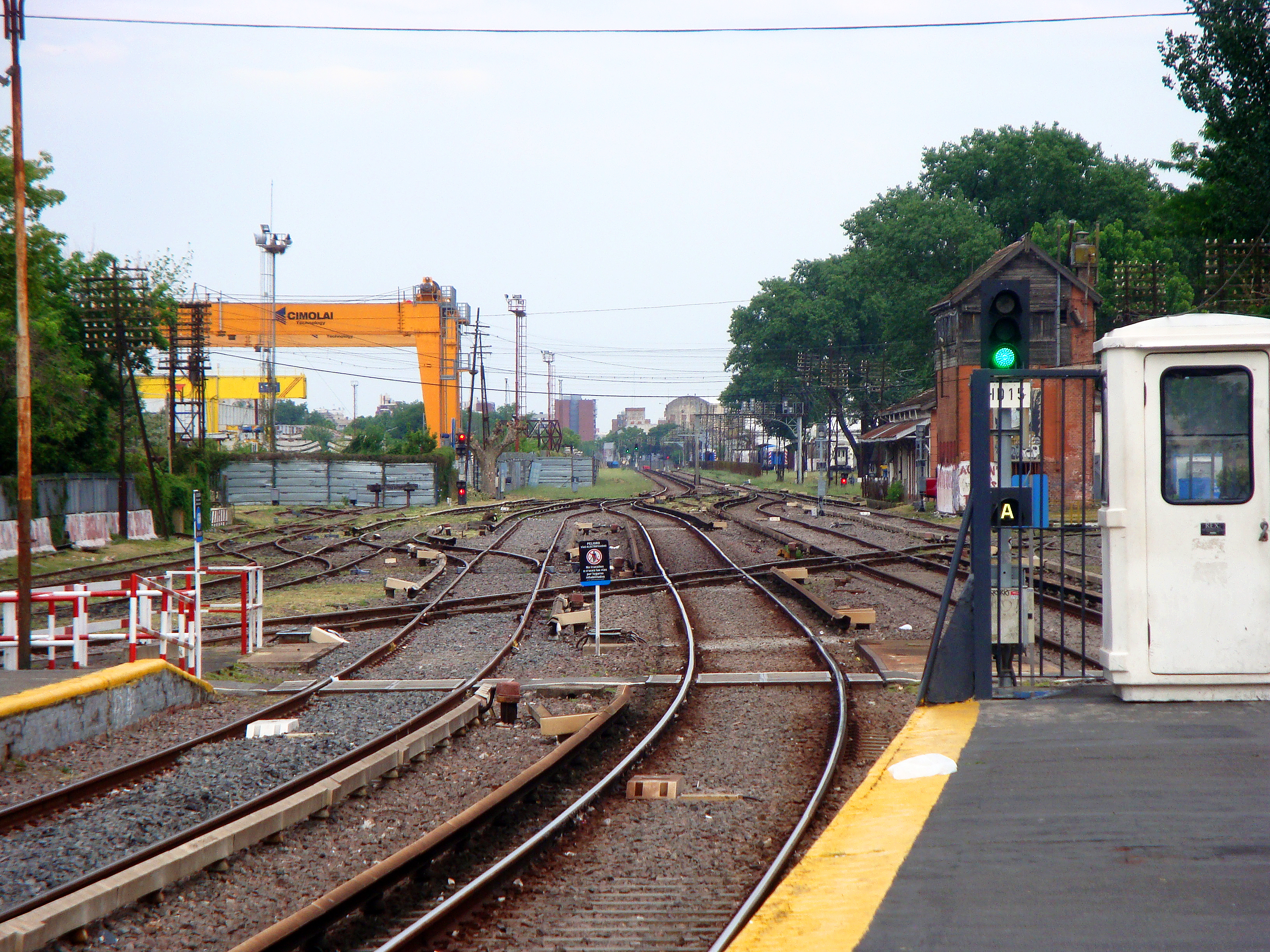
Panorama de las vías con vista hacia Morón
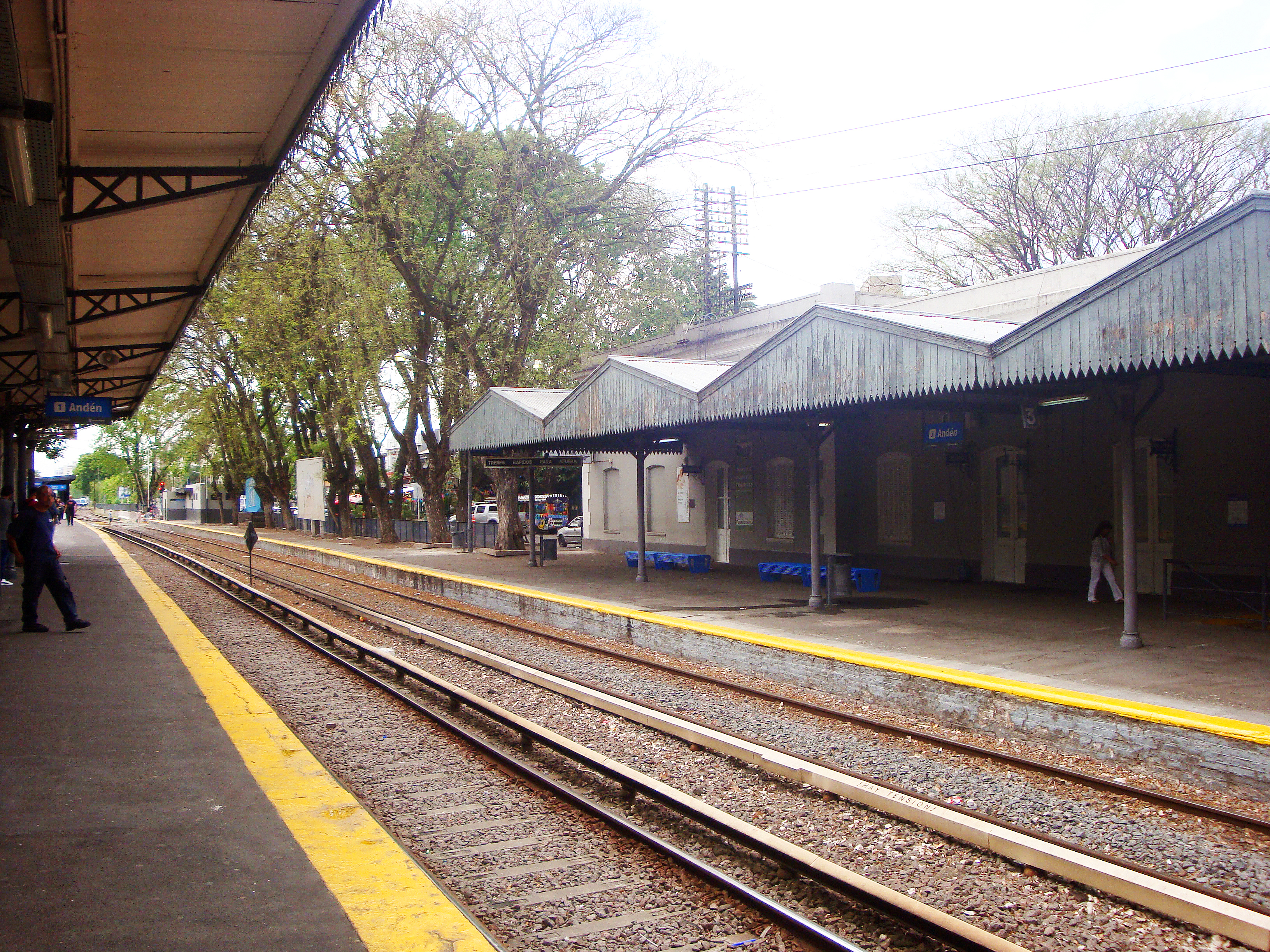
Andén central en dirección Morón
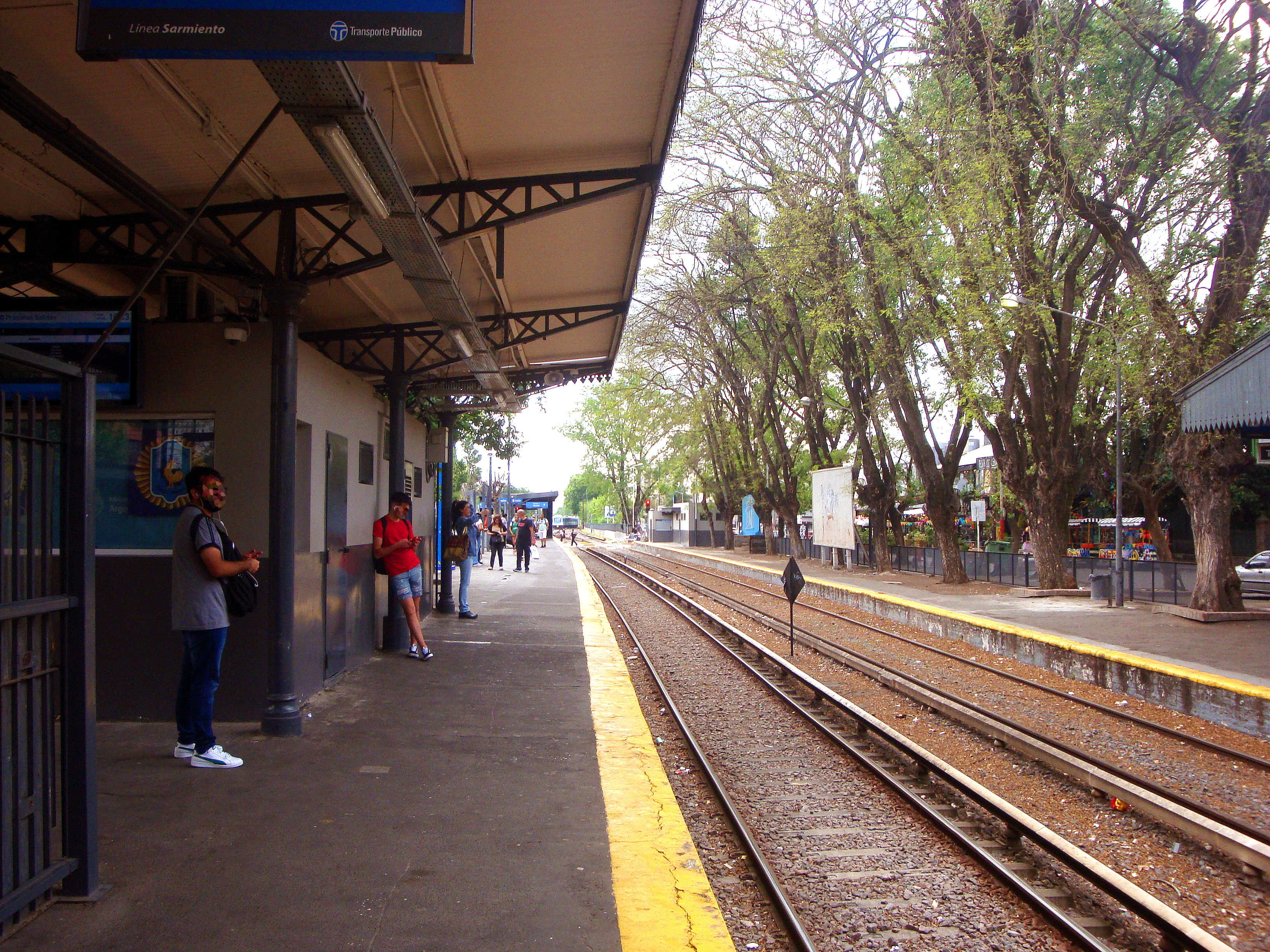
Andén central en dirección Morón
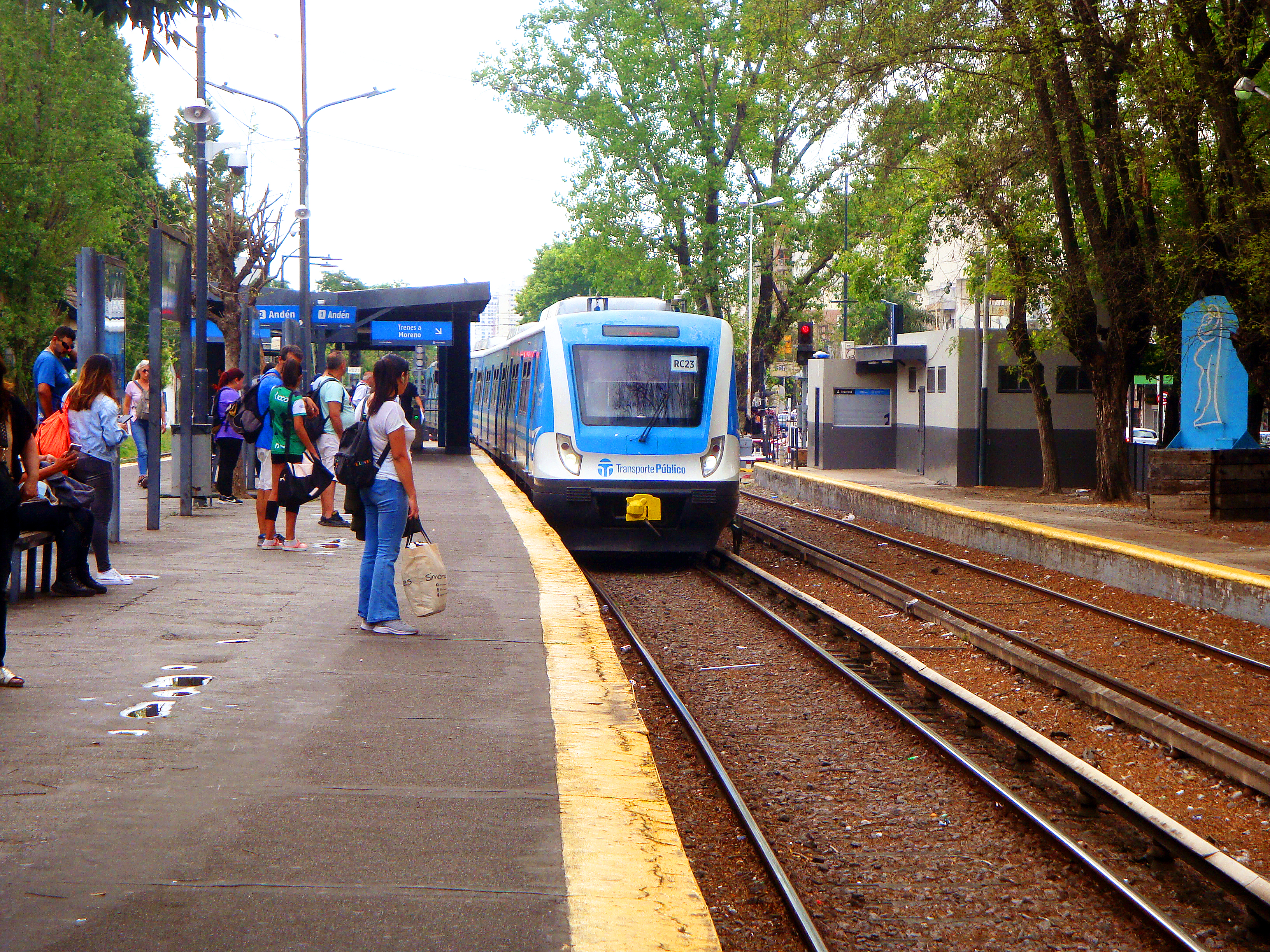
Tren ingresando a la estación, en dirección Morón
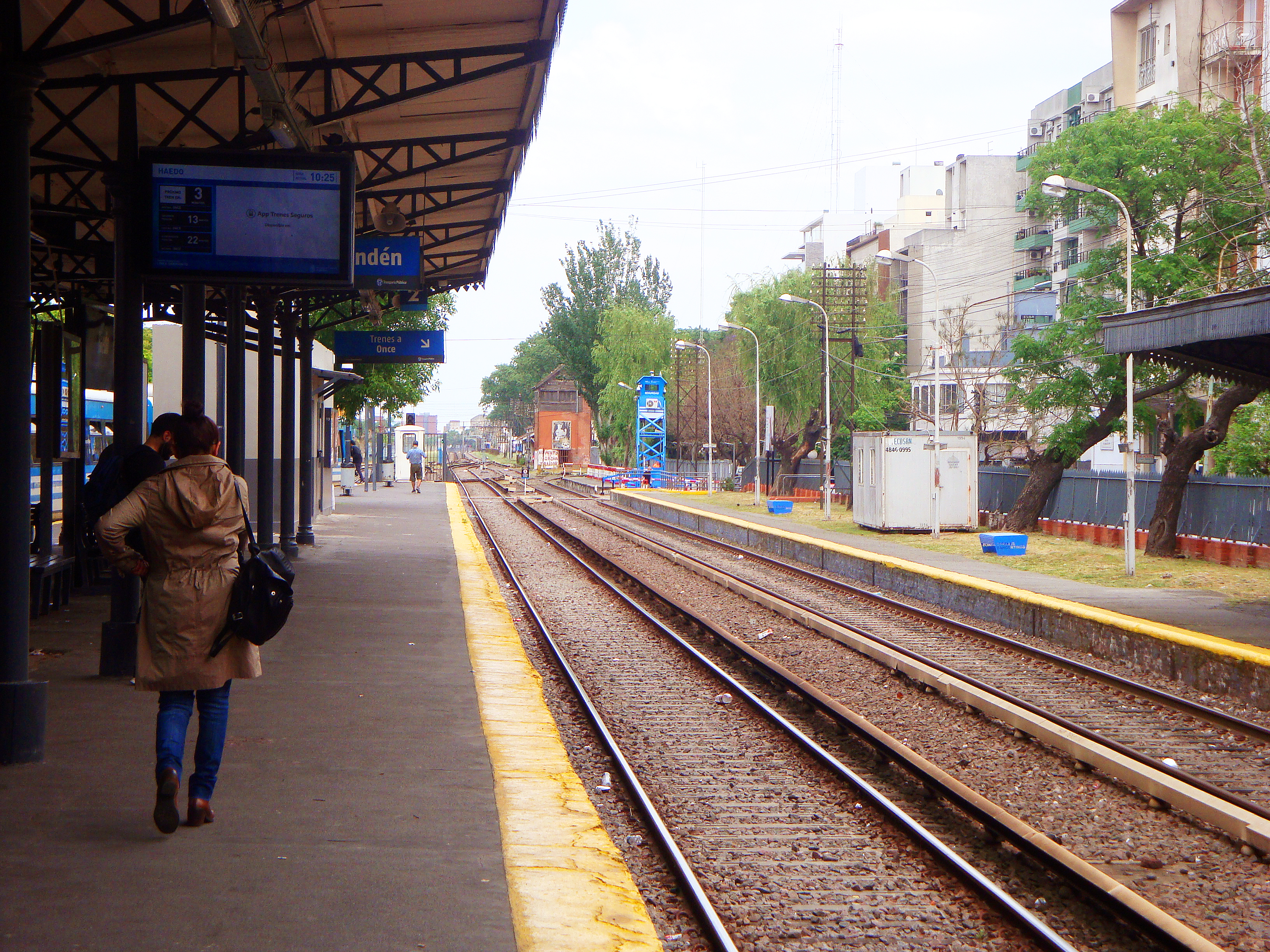
Andén central en dirección Once
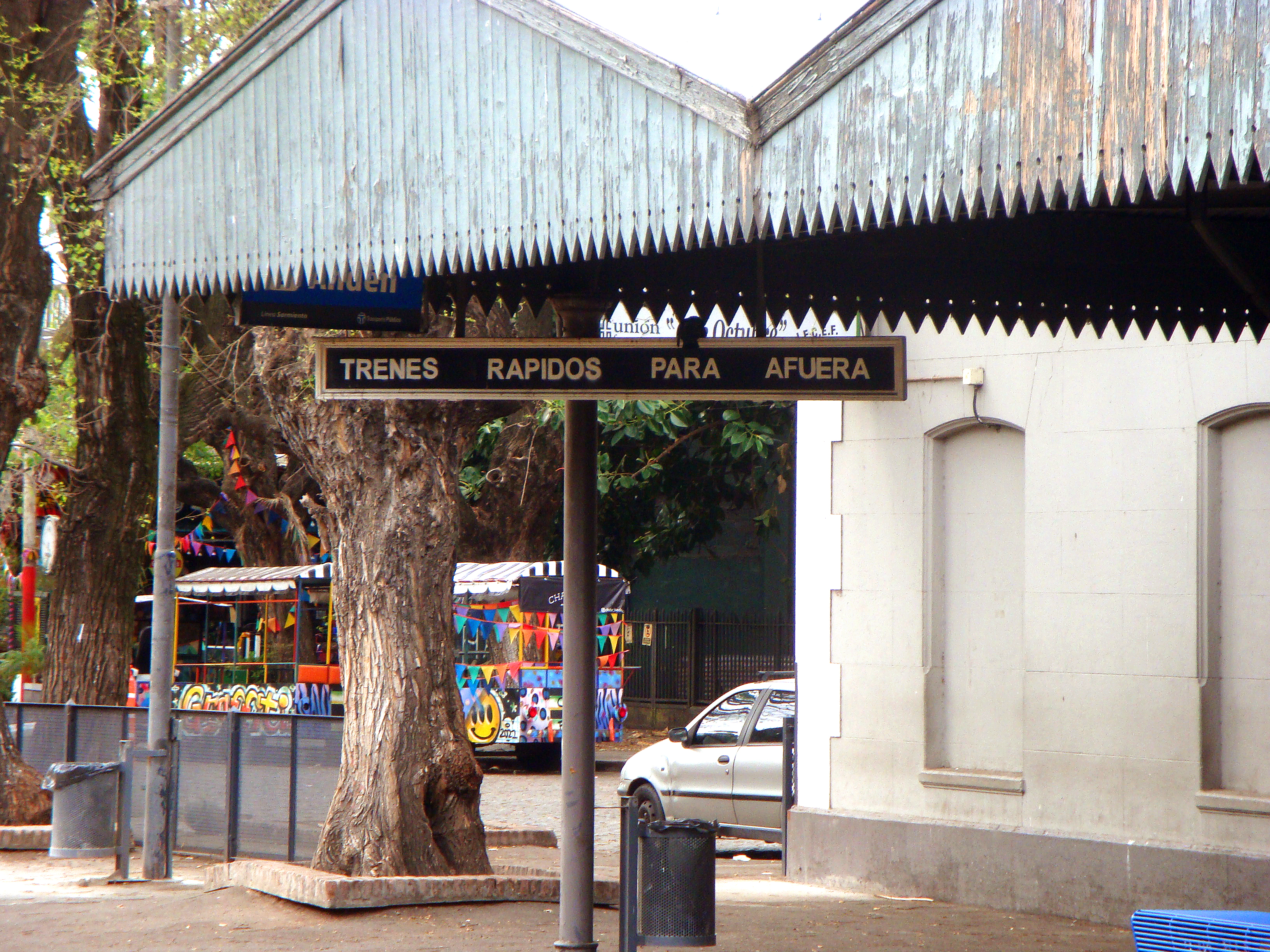
Cartel de identificación del servicio rápido, en dirección Morón
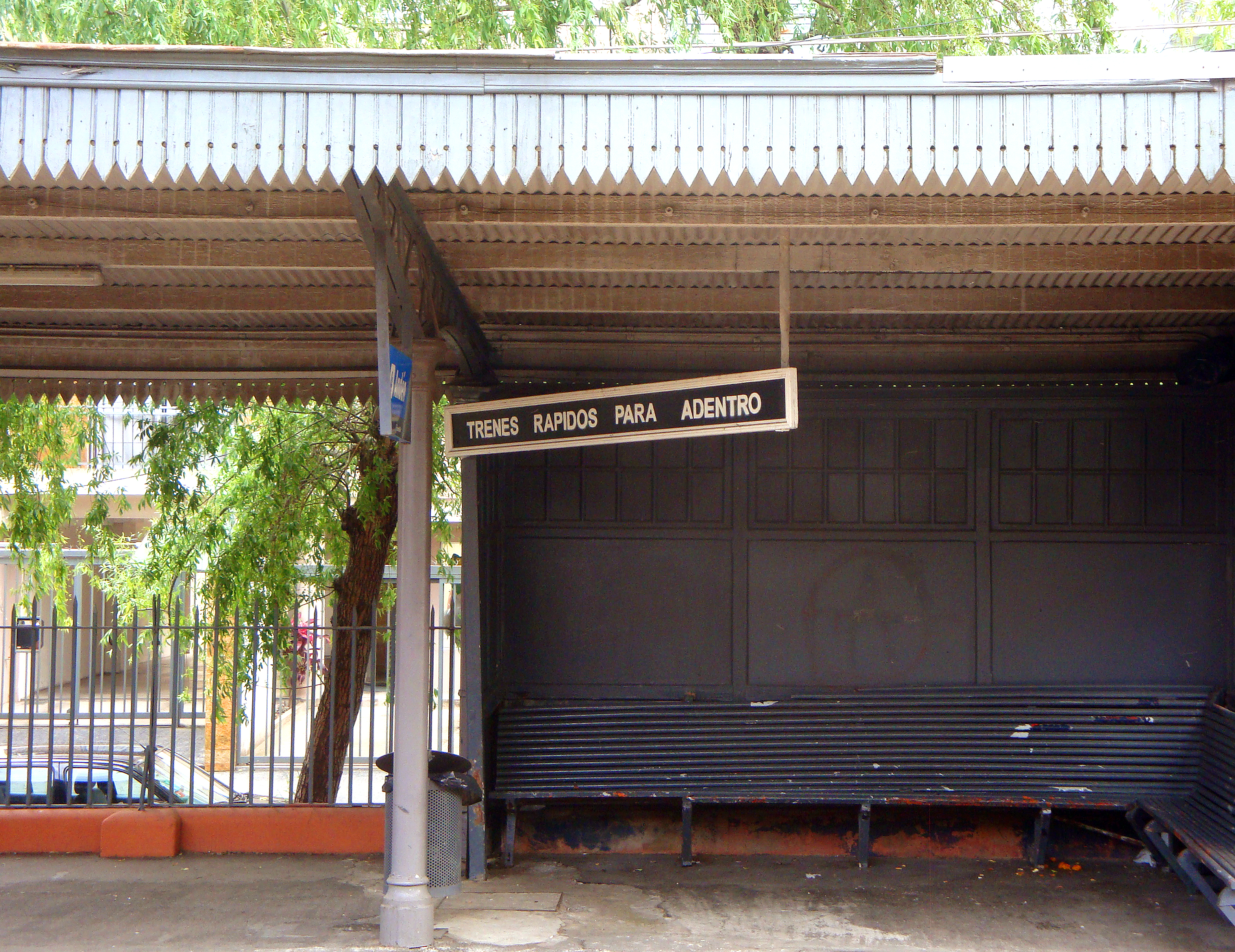
Cartel de identificación del servicio rápido, en dirección Once
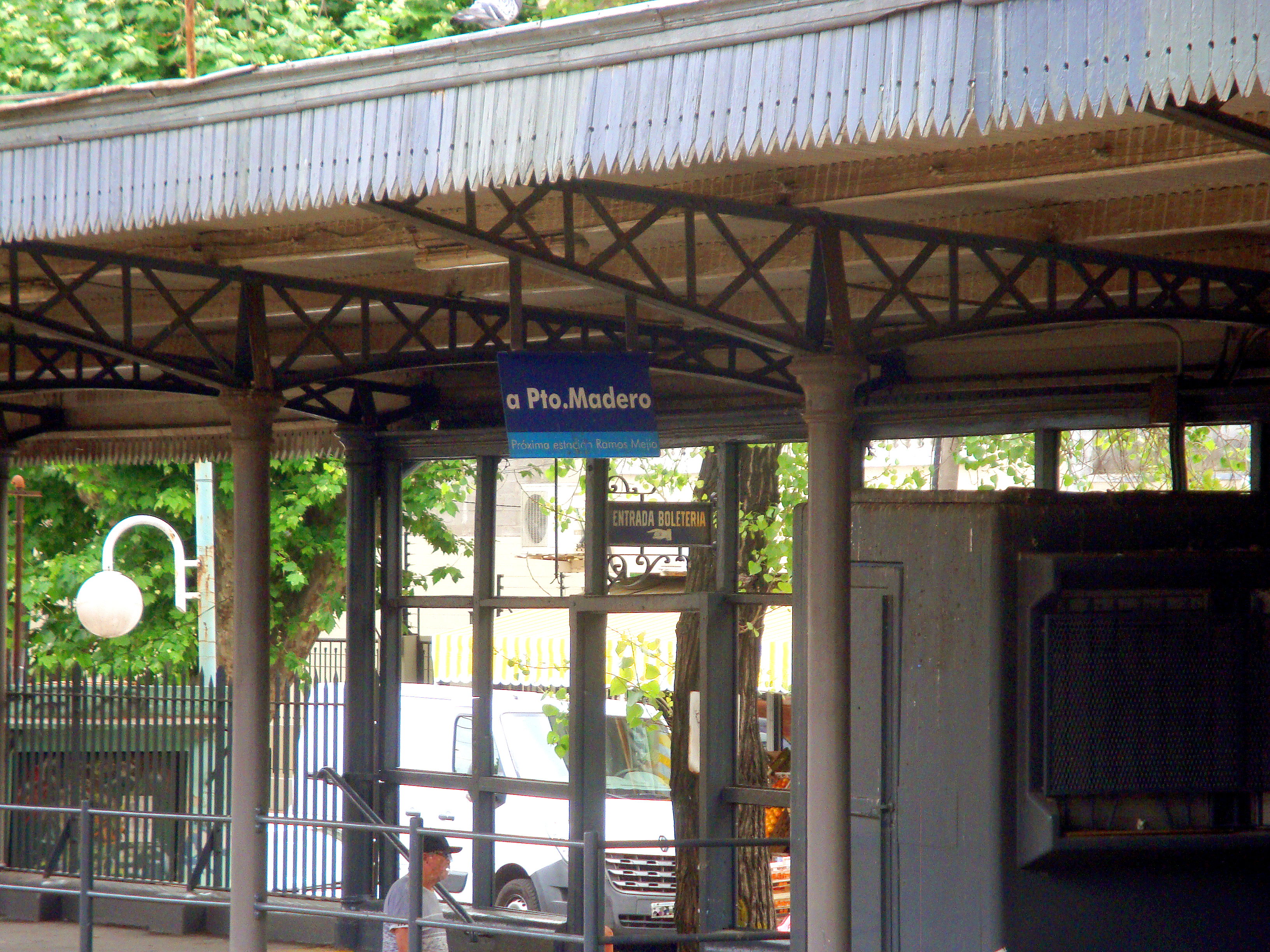
Señalética en el andén del servicio rápido, en dirección Once
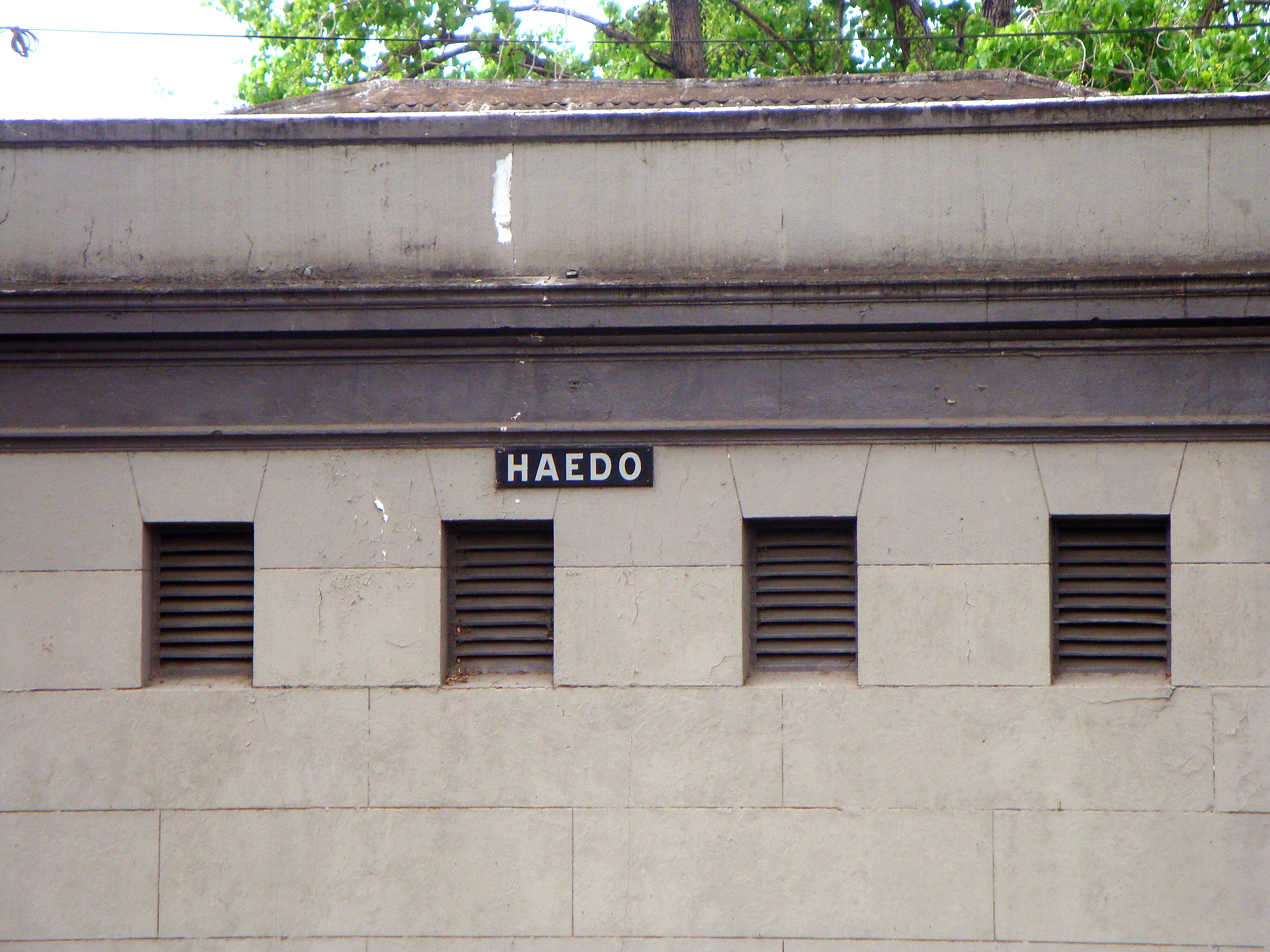
Pequeño cartel de identificación
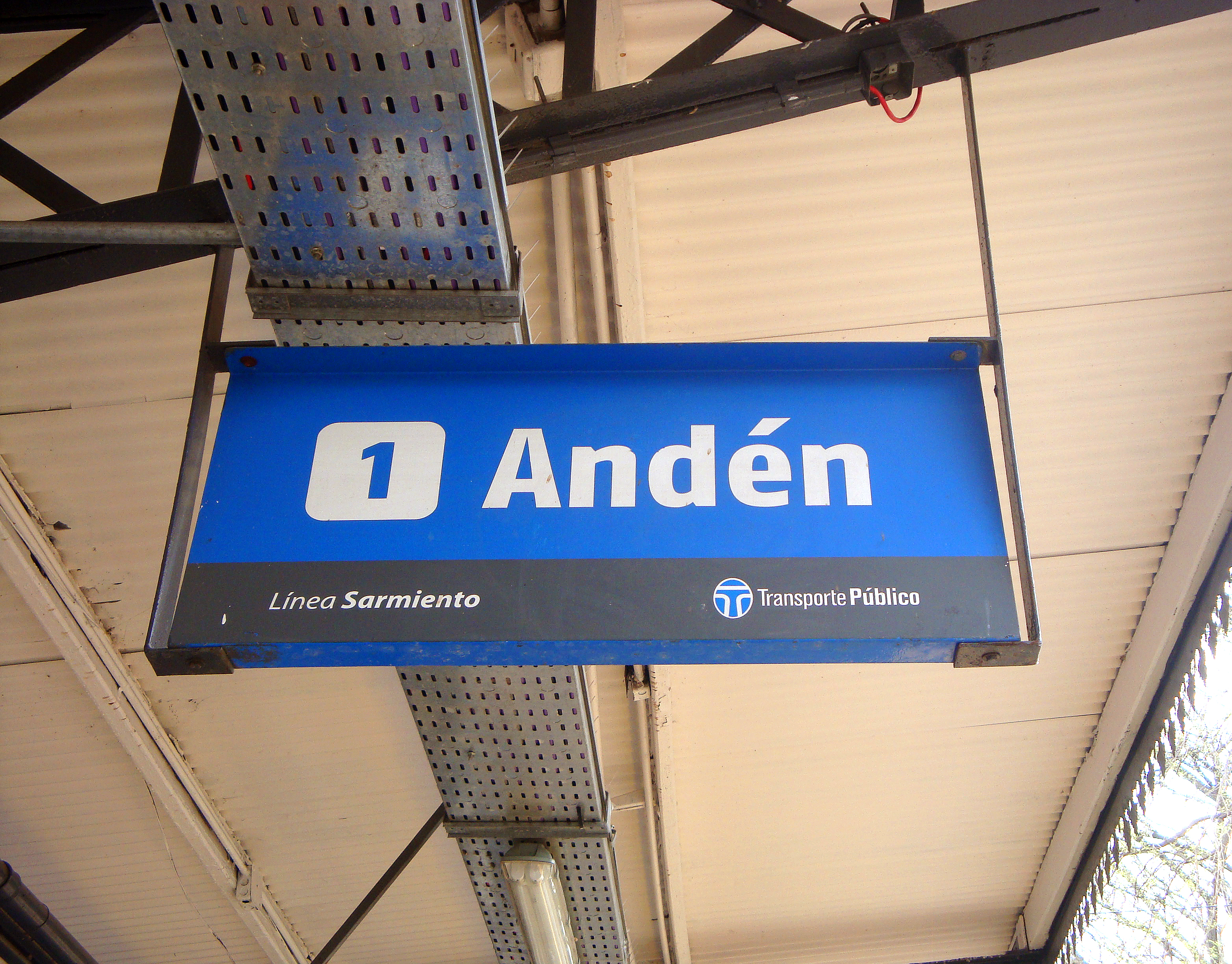
Señalética de la estación
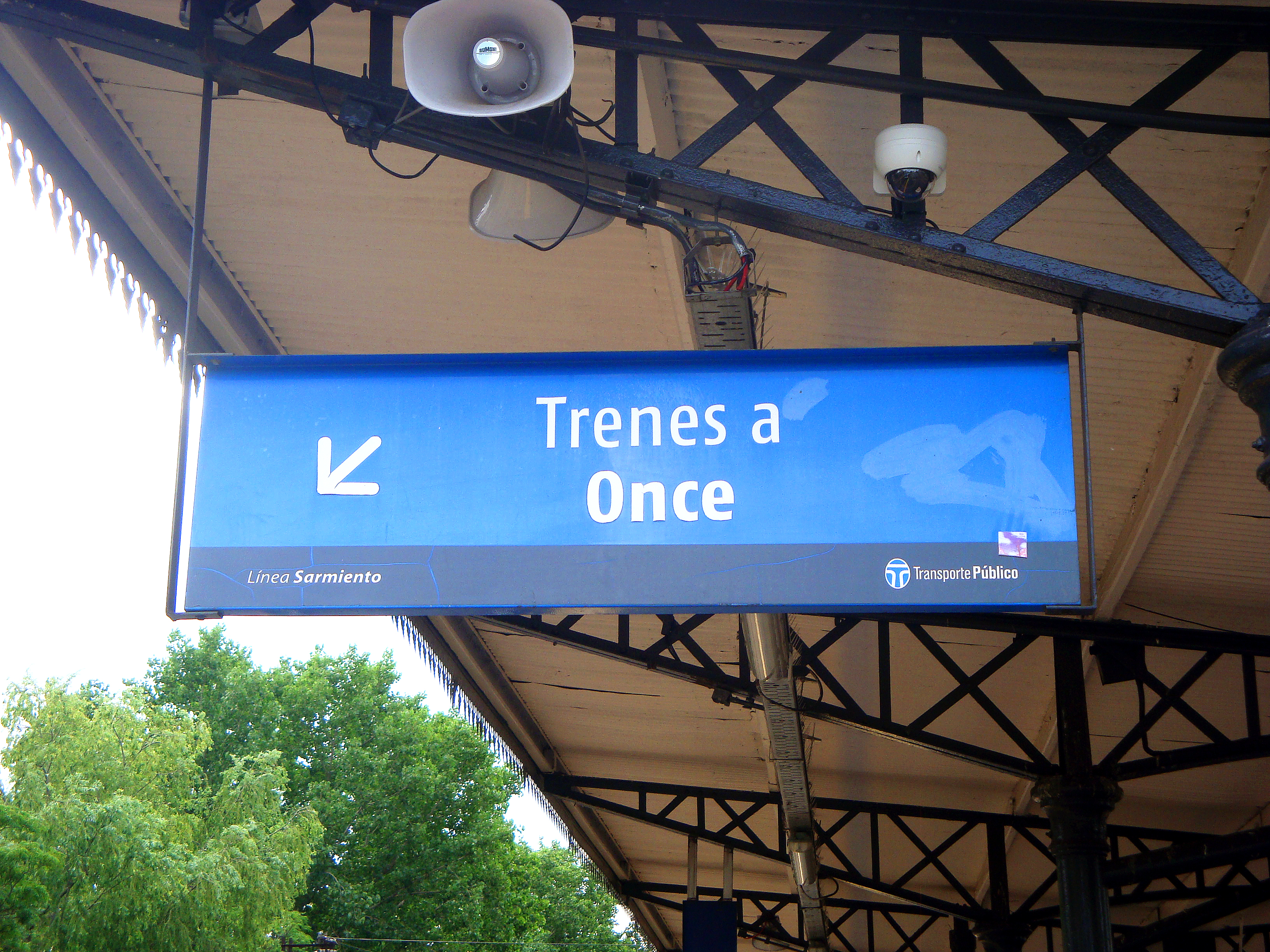
Señalética de la estación
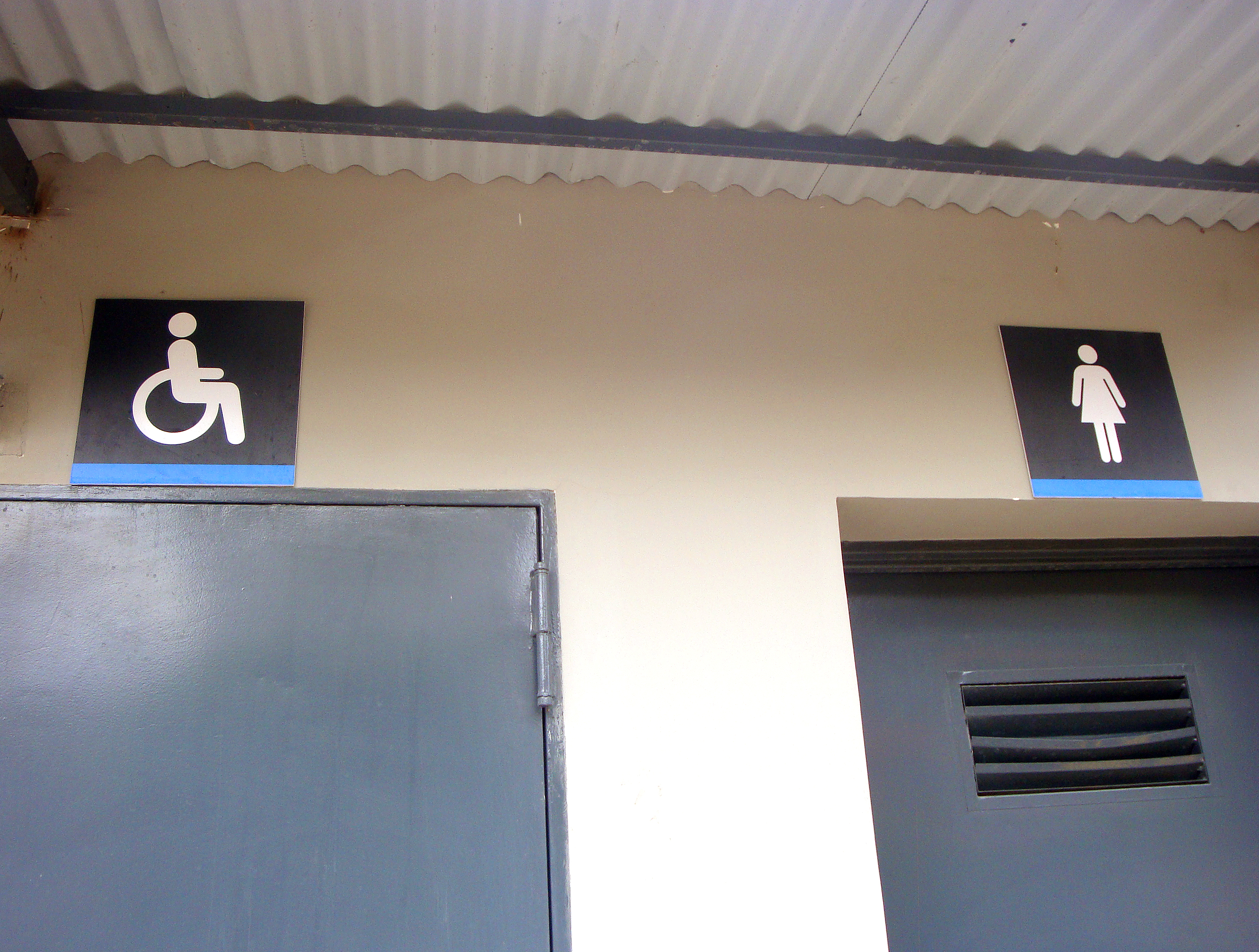
Señalética de la estación

Mural de Carlos Terribili
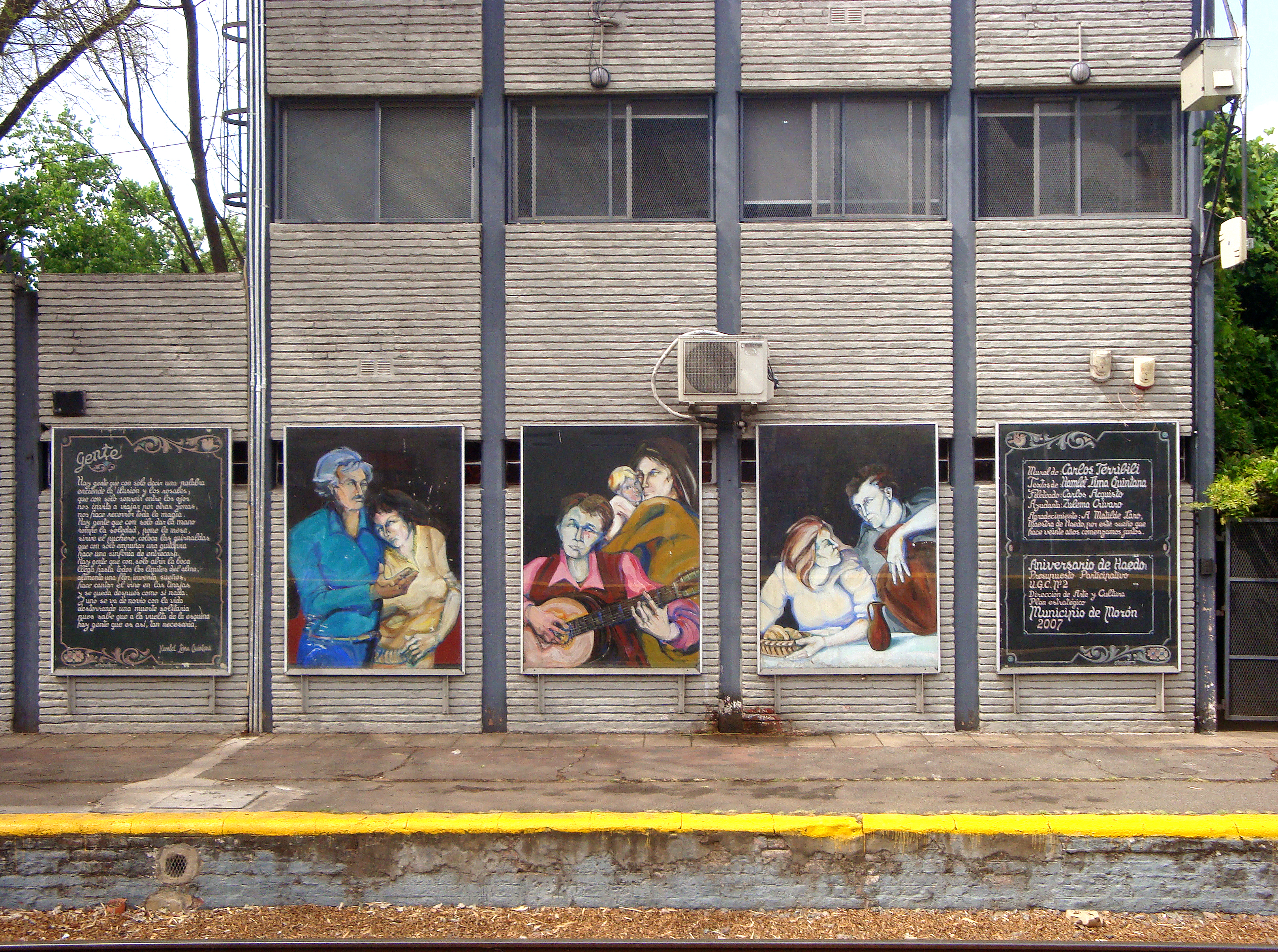
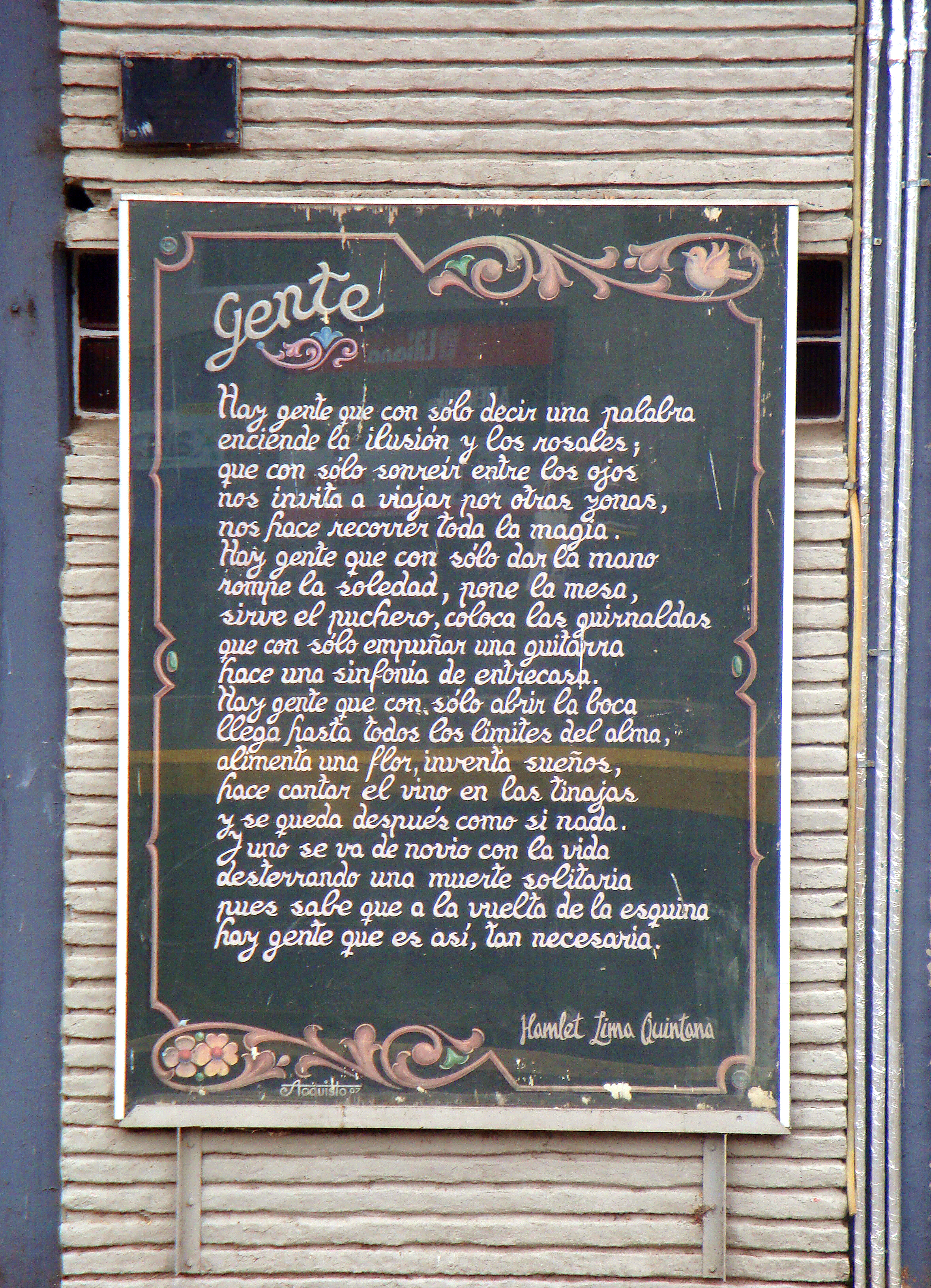
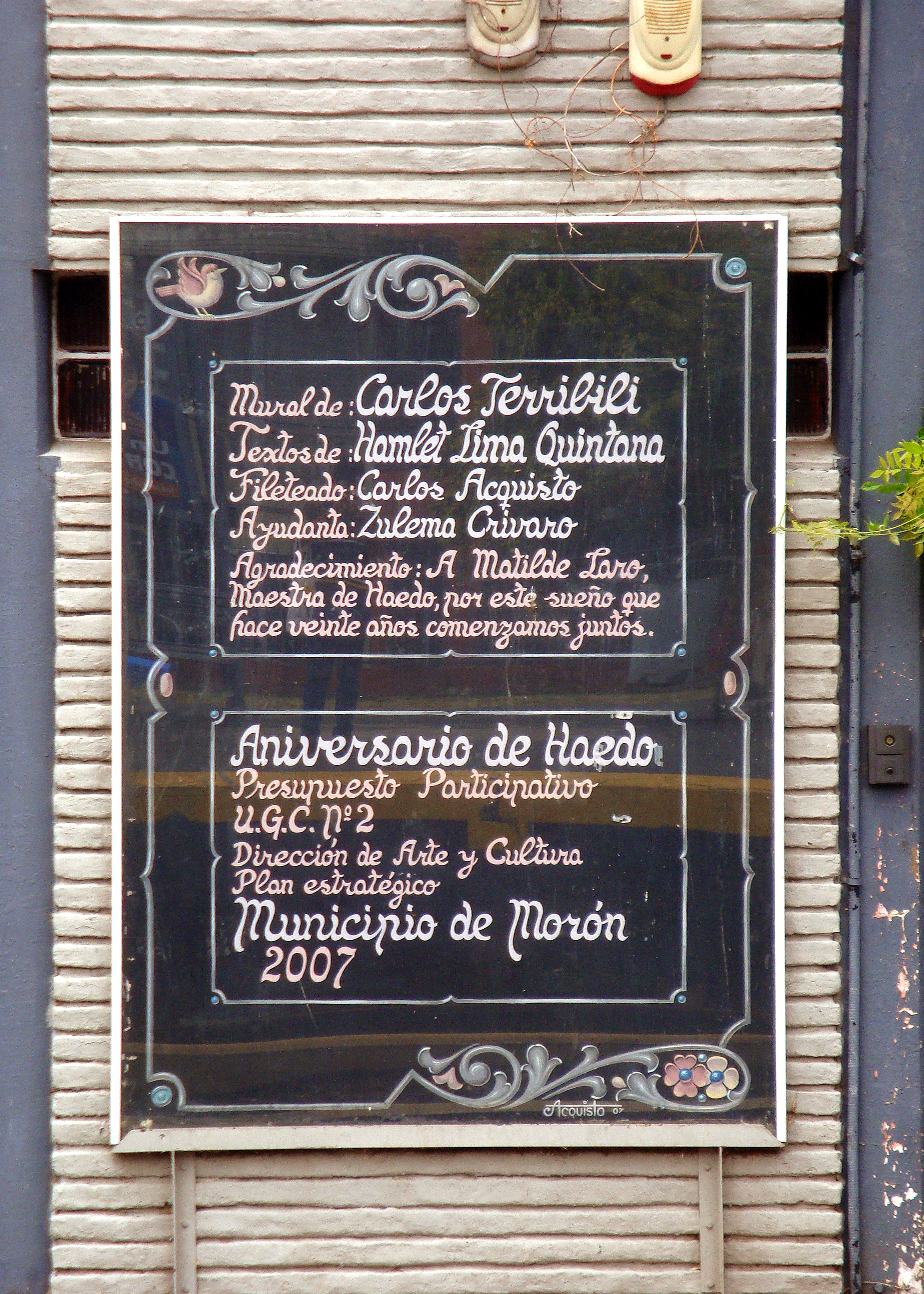